# Heinrich Philipp Guden
Heinrich Philipp Guden (* 4. Oktober 1676 in Bornumhausen; † 27. April 1742) war ein deutscher lutherischer Theologe und Generalsuperintendent der Generaldiözesen Göttingen und Lüneburg-Celle.

## Leben
Heinrich Philipp Guden war ein Sohn des späteren Generalsuperintendenten Philipp Peter Guden. Er studierte Theologie und wurde 1700 zweiter Pastor an St. Aegidien in Osterode am Harz, 1704 Stiftsprediger an St. Alexandri in Einbeck. Seit 1707 war er dort auch Superintendent. 1710 wurde er Superintendent in Zellerfeld, 1722 erster Pastor an der St.-Johannis-Kirche in Göttingen und Generalsuperintendent. Nebenamtlich versah er eine Stelle als Professor am dortigen Pädagogium. Von 1734 bis 1735 war Guden vorübergehend Superintendent in Ronnenberg. 1735 wurde er als erster Pastor an der Stadtkirche St. Marien und Generalsuperintendent der Generaldiözese Lüneburg-Celle nach Celle
berufen.

## Werke
- Dissertatio saecularis de Ernesto, duce Brunsvicensi ... Augustanae confessionis asserton et vindive, Göttingen 1730. (Dissertation)
- D. Henr. Philipp. Gudenii Consiliarii Consist. Et Ecclesiarum Ducatus ... Commentatio Epistolica De Origine Et Progressu Inspectionis Gottingensis, Eiusdemque Ephoris, 1733. (Digitalisat der SUB Göttingen)
- (zusammen mit Johann Heinrich Stuß): Memoria Beati Theodori Berckelmanni SS. Theologiae Doctoris Et Professoris Publici Ordinarii In Academia Julia (...) Scripta A Jo. Henr. Stuss Accedit D. Henr. Philipp. Gudenii Consiliarii Consist. Et Ecclesiarum Ducatus (...), Hannover 1733. (Digitalisat der SUB Göttingen)